# Watch and Listen
『Watch and Listen』（ウォッチ・アンド・リッスン）は、NHK教育テレビジョンで1976年4月8日から1982年3月17日まで放送されていた中学校3年生・高校生向けの学校放送（教科：英語）である。初年度はモノクロ放送だったが、翌1977年度（同年4月）からはカラー放送となった。
テーマソングはタケカワユキヒデ（武川行秀）が歌っていた。

## 放送時間
いずれも日本標準時、別の時間帯での再放送あり。
| 期間                          | 放送時間                                                                |
| ----------------------------- | ----------------------------------------------------------------------- |
| 1976年4月8日                  | 木曜日 14:20 - 14:40 初回のみこの時間帯で本放送。以後は再放送枠となる。 |
| 1976年4月13日 - 1979年3月20日 | 火曜日 11:00 - 11:20                                                    |
| 1979年4月11日 - 1982年3月17日 | 水曜日 12:00 - 12:20 1979年3月14日までは再放送枠だった。                |

## 出演者
- ディビット・ネルソン（1976年度 - 1977年度）
- ドナルド・ジョージ（1978年度 - 1979年度）
- 佐上ふみ子（1978年度）
- 松井恵美（1979年度 - 1981年度）
- リチャード・ショウスタック（1980年度 - 1981年度）